# Cardopatium corymbosum
Cardopatium corymbosum ist eine Pflanzenart aus der Gattung Cardopatium in der Familie der Korbblütler (Asteraceae).

## Merkmale
Cardopatium corymbosum ist ein ausdauernder, stark dorniger Schaft-Hemikryptophyt, der Wuchshöhen von 8 bis 25 Zentimetern erreicht. Der Stängel ist aufrecht und nach oben hin reich verzweigt. Die zahlreichen Köpfchen haben einen Durchmesser von bis zu 10 Millimetern, sind fast sitzend und bestehen aus 7 bis 10 Blüten. Sie sind in einem schirmtraubigen Köpfchenstand angeordnet. Die Krone ist hellblau und 10 Millimeter lang.
Die Blütezeit reicht von Juni bis August.
Die Chromosomenzahl beträgt 2n = 36.

## Vorkommen
Cardopatium corymbosum kommt im nordöstlichen Mittelmeerraum vor. Das Verbreitungsgebiet reicht von Italien und Sizilien bis Griechenland, Mazedonien, Kreta, den Inseln der Ägäis, die europäische und asiatische Türkei, Zypern, Syrien, Libanon und Israel. Die Art wächst auf Weiden, Brachland, Ruderalflächen sowie Fels- und Sandküsten. Auf Kreta ist sie in Höhenlagen von 0 bis 350 Metern zu finden.

## Belege
1. 1 2 3 4  Ralf Jahn, Peter Schönfelder: Exkursionsflora für Kreta. Mit Beiträgen von Alfred Mayer und Martin Scheuerer. Eugen Ulmer, Stuttgart (Hohenheim) 1995, ISBN 3-8001-3478-0, S. 320.
2. ↑   Tropicos.
3. ↑  Werner Greuter (2006+): Compositae (pro parte majore). – In: W. Greuter & E. von Raab-Straube (Hrsg.): Compositae. Euro+Med Plantbase - the information resource for Euro-Mediterranean plant diversity. Datenblatt Cardopatium corymbosum In: Euro+Med Plantbase - the information resource for Euro-Mediterranean plant diversity.